# مارتن رايمر
مارتن رايمر (بالألمانية: Martin Reimer) (و. 1987  م) هو دراج من ألمانيا، وألمانيا الشرقية، ولد في كوتبوس.

## التصنيف
| السنة     | 2009 | 2010 | 2011 |
| --------- | ---- | ---- | ---- |
| العالم    | -    | 226  |      |
| أوروبا    | 48   | 446  | 791  |
| آسيا      | 226  | -    | -    |
|           |      |      |      |
| مصدر: UCI |      |      |      |

## سجل الفوز

### سباقات أو مراحل فاز بها
| التاريخ        | السباق               | المركز                   |
| -------------- | -------------------- | ------------------------ |
| 01 يناير 2009  | طواف بريطانيا 2009   | المركز الثالث            |
| 14 يونيو 2009  | دلتا تور زيلاند 2009 | الثالث في تصنيف أفضل شاب |
| 08 أكتوبر 2009 | باريس بورج 2009      | الثامن في التصنيف العام  |